# Градски транспорт в Плевен
Транспортът в град Плевен се осъществява с публичен градски транспорт. Линиите се обслужват главно от тролейбуси, а второстепенна роля изпълняват електробусите. Официалният сайт на градския транспорт в Плевен е eltransportpleven.com.

## Тролейбусен транспорт
Тролейбусните линии в град Плевен се изпълняват от фирмата „Тролейбусен транспорт ЕООД". Дружеството е продължител на традициите на Авто комбинат – Плевен и Авто стопанство № 3, които поставят началото на тролейбусния транспорт в Плевен. Първата тролейбусна линия е открита на 7 октомври 1985 година с пуска на първите 7 тролейбуса по линията ЖП Гара – Моста (тогава тролей №1). Така Плевен става третият град с тролейбусен транспорт след София и Пловдив. Тролейбусната система на Плевен се състои от 74 км (еднопосочна) контактна мрежа и 24 тролейбусни линии. Подвижният състав са тролейбуси ЗиУ-682УП и ЗиУ-682В1УБ, произведени между 1985 и 1990 г. и Шкода Соларис 26 TR. По-късно доставят нови 14 тролейбуса Соларис Тролино 12 Шкода, които изцяло подменят старите ЗиУ-та. Тролейбусите в града се разпределят 60 – 54 нови, 5 стари, както и 1 музеен експонат ЗиУ.

## История на транспорта в Плевен
На 7 октомври 1985 година на общоградско тържество пред общината официално се пускат първите тролейбуси в Плевен. Като гости са поканени ръководствата на града и окръга, представители на Министерството на транспорта, проектанти, инженери и активни участници в строителството. Председателя на Общинския народен съвет Тр. Трифонов, П. Касабов, орденоносец на стъкларския завод „Ген. Иван Винаров“обявяват за открита Първата тролейбусна линия в Плевен. Инж. В. Морозов, представител от завода за тролейбуси „ЗиУ“, заедно с директора на Автокомбината Г. Ангелов връчват символично ключовете на водачите на първите седем тролейбуса /101 – 107/. Първите най-нетърпеливи пътници се качват в новите тролейбуси. Тогава в нощта обслужването на пътниците е безплатно.

Преди това, на 4 октомври 1985 г. са доставени първите седем тролейбуса №101 – 107. През декември същата година са доставени още 5 тролейбуса. През ноември 1986 г. са доставени още 43 броя. През 1988 г. са доставени 40. През 1993 г. са доставени 2 тролейбуса, които са съхранени в град Шумен в консервирано състояние. Общо 97 тролейбуса. Достига се до момент, в които тролейбусите обслужват работниците до 1 часа през нощта. На 26.04.2014 г. са доставени първите четири тролейбуса Škoda 26Tr Solaris, като до октомври същата година пристигат и останалите 36 тролейбуса, в които е изпълнен проекта по доставката на 40 нови тролейбуса. През 2015 и 2016 г. е подновена част от контактната мрежа, добавени са нови маршрути – в Девети квартал, в ж.к. Кайлъка, покрай Басейнова Дирекция и до Практикер. На 12.09.2016 г. тръгват нови линии: №31, №33, №44, а на 15.09.2016 г. – №91. Закриват се: №3, №4, №11, №97. На 10.04.2018 г. маршрутът на автобус №1 започва да се изпълнява от тролейбуси. На 01.08.2018 г. автобус №7А също става тролей. Това е и единствената линия, която се изпълнява без контактна мрежа в разстоянието от една спирка (от ЛВТ до ХоумМакс и обратно) и единствената, излизаща извън града. От (08.2018 г.)се доставят нови още 14 тролейбуса, които изцяло да заменят старите ЗиУ-та. Тролейбусите стават 60 – 54 нови, които се използват, 5 стари и 1 музеен експонат ЗиУ, който ще бъде реставриран. До 2020 г. се предвижда да бъде въведена електронна система за таксуване на пътници. 